# Mans de Breish
Mans de Breish, né Gérard Pourhomme le 29 janvier 1949 à Carcassonne, est avec Claude Martí, Patric, Joan-Pau Verdier, un des chanteurs les plus importants de la Nòva cançon, mouvement de renouveau de la chanson occitane dans les années 1970.

## Biographie

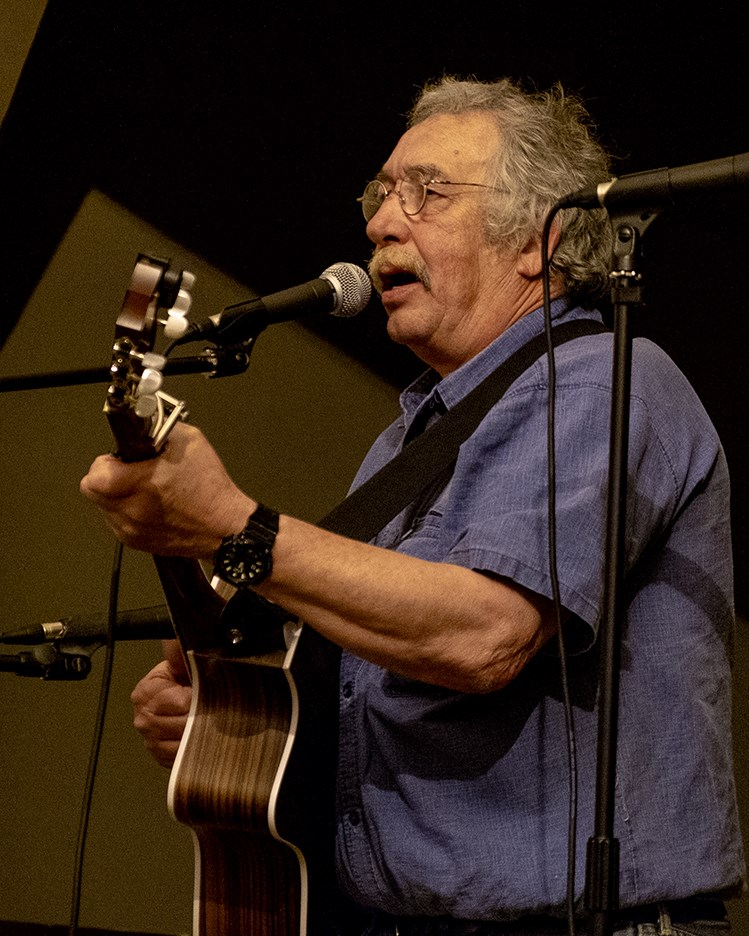
Mans de Breish en 2018.

Il apprit à jouer de la guitare avec les gitans de Carcassonne. Au lycée, ses collègues lui donnèrent son surnom de Mans de Breish (« mains de sorcier » en occitan) par pure moquerie. Ce surnom le suivra lorsqu'il montera sur les planches pour défendre la langue occitane.
Il est lors des années 1970 une des figures principales de la Nòva cançon, mouvement de renouveau de la musique occitane,, marqué par l'occitanisme politique,. Conformément à ce dernier il défend les idées politiques de la gauche avec notamment les grèves des ouvriers. Il participe notamment au mouvement de résistance qu'est la lutte du Larzac.
Après deux albums, il travailla dans le secteur bancaire, et recommença à publier des albums à partir de 2000. Après un album consacré aux textes de Joan Bodon: « Alba d'Occitània », il revient à ses propres compositions dans un album: « La Guèrra Bartassièra » où il renoue avec le militantisme occitan tout en poursuivant son œuvre poétique et humoristique qui le caractérise. Il en profite pour s'accompagner d'un orchestre qui lui permet d'exprimer son amour du jazz « Ont se'n Va » ainsi que du monde culturel de La Nouvelle-Orléans.

## Discographie
- Mans de Breish canta Joan Bodon (Ventadorn, 1970)
- Volèm viure al país (Ventadorn, 1975).
- Autonomia (Ventadorn, 1977).
- Flor de Luna (Aura, 2000).
- Alba d'Occitània. Mans de Breish canta Joan Bodon. (Aura, 2004).
- La Guèrra Bartassièra (2012)
- Ont se'n va (2017)